# مسجد الشهداء
مسجد الشهداء هو مسجد تاريخي في وسط مدينة تبريز، إيران. وبني خصيصًا تكريمًا لشهداء الإسلام.